# Michael Gantenberg

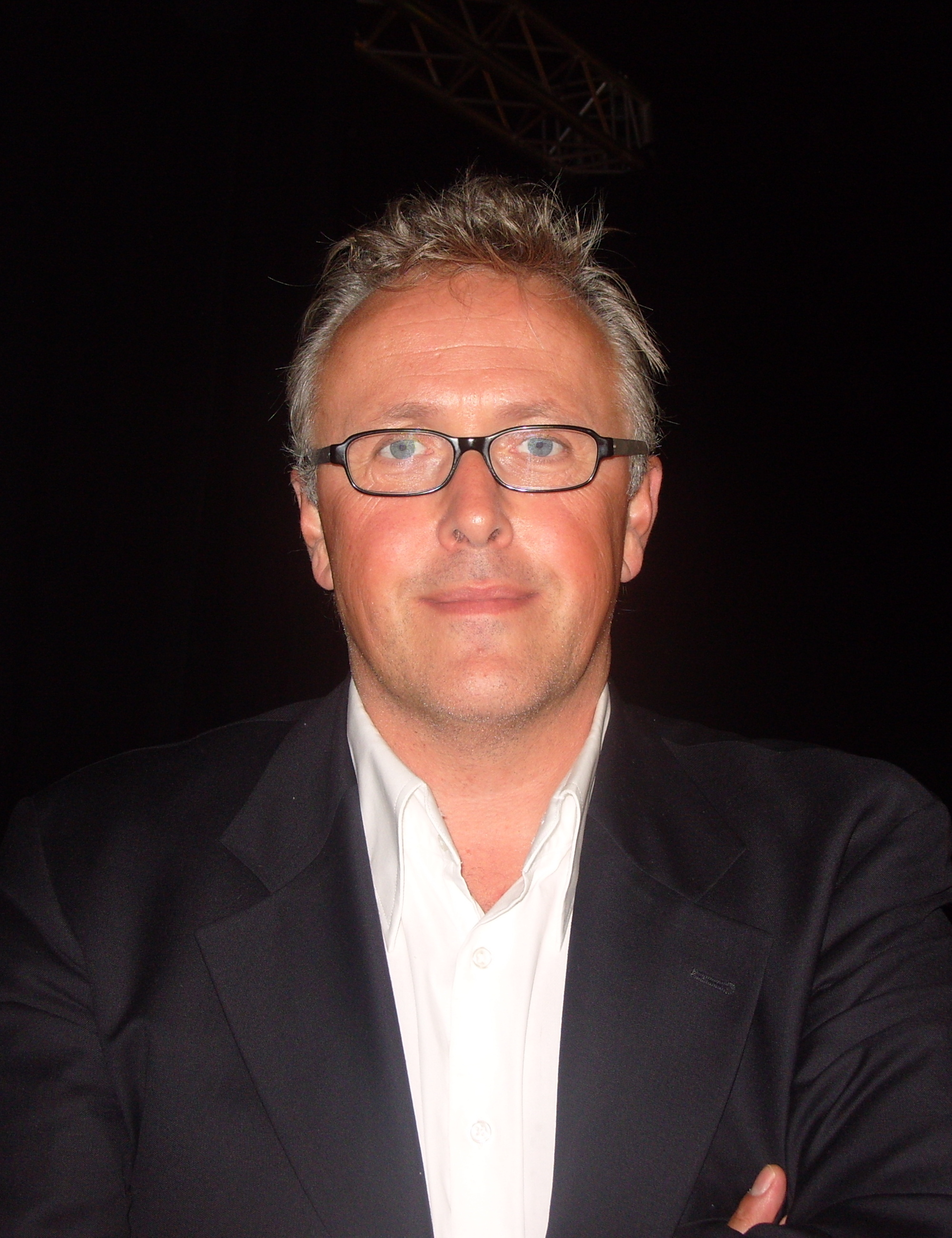
Michael Gantenberg 2009

Michael Gantenberg (* 22. Juli 1961 in Bochum) ist ein deutscher Drehbuchautor, Radio- und Fernsehmoderator und Schriftsteller.

## Leben
Nach dem Abitur studierte Gantenberg Soziologie. Ab 1984 war er beim WDR-Lokalsender Radio Dortmund tätig. Dort moderierte er die Jugendsendung Trallafitti.
Von 1993 bis 1996 moderierte Gantenberg die Jugend-Gameshow Lustfaktor 10 im WDR Fernsehen, gefolgt von der interaktiven Radiosendung Sonderbar bei 1Live in den Jahren 1997 bis 2000. Parallel dazu moderierte er das Satiremagazin Extra 3 im NDR Fernsehen in Hamburg. Darüber hinaus war er als Moderator für die WDR-Produktionen WestArt und Hollymünd tätig.
Von 2004 bis 2006 schrieb Gantenberg mehrere Episoden der RTL-Fernsehserie Mein Leben & Ich und zeichnete zudem als Headwriter für das Docutainment-Format Er sagt – Sie sagt des Fernsehsenders ProSieben verantwortlich. Als Autor arbeitete er unter anderem in den Jahren 2004 bis 2006 für den von Hape Kerkeling moderierten Großen Deutschtest bei RTL und im Auftrag von Sony Pictures 2006 und 2007 für Das NRW-Duell im WDR-Fernsehen.

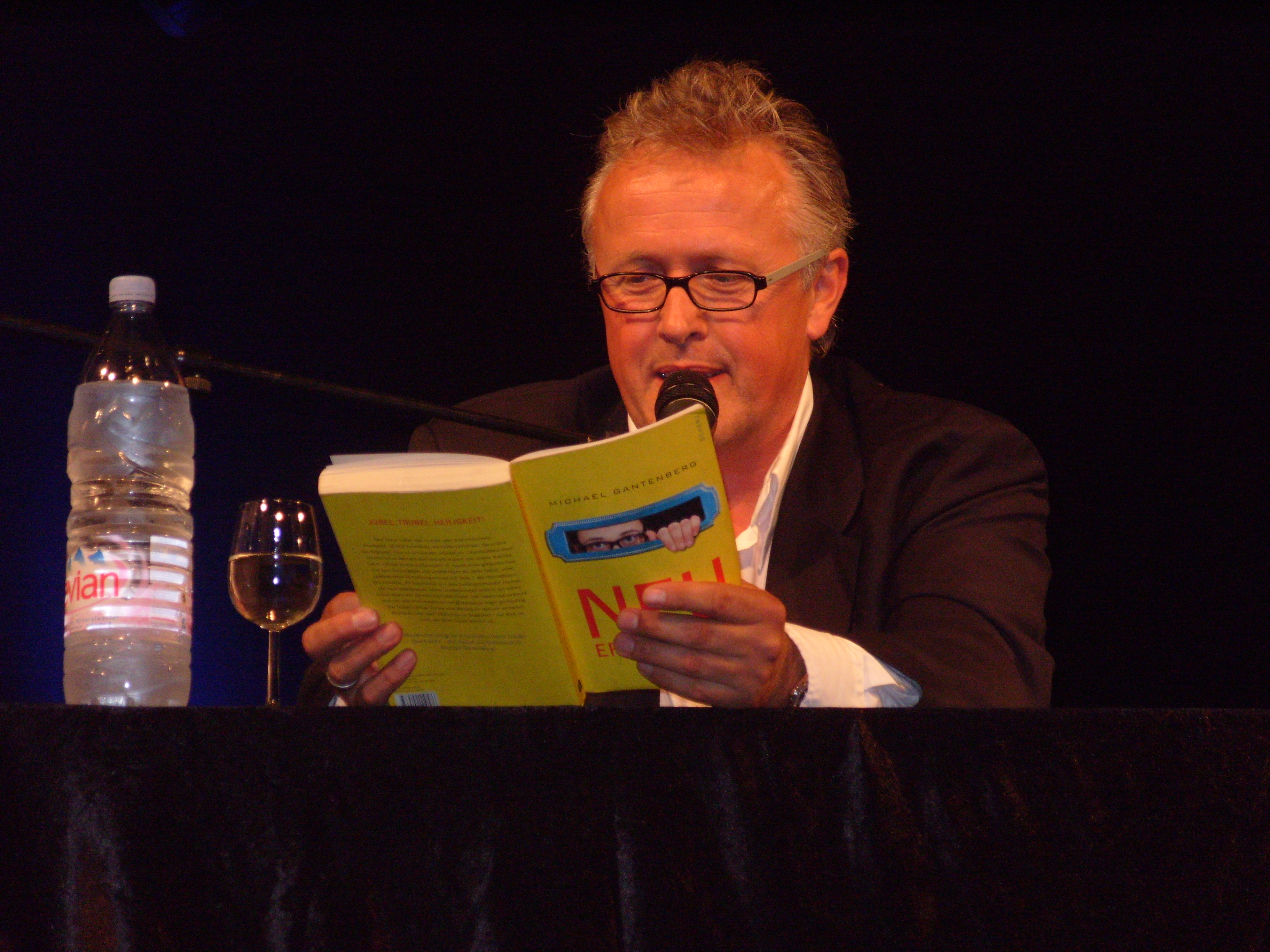
Michael Gantenberg während einer Lesung

Gantenberg schrieb das Drehbuch zu dem Kinofilm U-900 (2008).
Mit Hartmut Block schrieb er mehrere Fernsehfilme, darunter die Folgen Tausend Augen, Persönliche Sicherheiten und Rückkehr der ZDF-Reihe Unter Verdacht mit Senta Berger.
Im Jahr 2008 verfasste Michael Gantenberg seinen ersten Roman Neu-Erscheinung. Die Hörbuch-Version wurde von Bastian Pastewka eingelesen. 2010 erschien sein zweiter Roman Zwischen allen Wolken.
Für die RTL-Serie Nikola mit Mariele Millowitsch fungierte Gantenberg als Autor und Headwriter. 2010 schrieb er das Drehbuch zur Verfilmung des Romans Kein Sex ist auch keine Lösung.
2011 begann Gantenberg seine Arbeit als Headwriter und Autor der ARD-Serie Heiter bis tödlich: Henker & Richter im Auftrag des WDR und der Produktionsfirma EIKON. Für den RBB schrieb Gantenberg den ARD-Tatort Alles hat seinen Preis (2012). 2012 schrieb er für die zweite Staffel der ARD-Serie Heiter bis tödlich: Morden im Norden mehrere Folgen und fungierte parallel als Headwriter für die ZDF-Produktion Fatihland.
2013 veröffentlichte er das Hörbuch und den Roman Jochen sowie das Krimi-Hörbuch Kalt geht der Wind in Zusammenarbeit mit Oliver Welter.
Des Weiteren schrieb Gantenberg 2013/2014 mehrere Drehbücher der ZDF-Serie Herzensbrecher und der ARD-Serien Morden im Norden und Der Mama. 2014 entwickelte und schrieb er zudem die ZDF-Sitcom … und dann noch Paula, zwei Spielfilme Alles auf Anfang und Sowas wie Familie für die ARD-Reihe Unser Traum von Kanada und eine weitere Folge der ZDF-Krimi-Reihe Unter Verdacht mit dem Titel Betongold. Seit 2016 ist er einer der Autoren der ARD-Vorabendserie WaPo Bodensee.
Gantenberg ist Autor und Creator der zwölfteiligen Mini-Serie Phoenixsee (2016). 2017 entwickelte und schrieb er für den MDR die zehnteilige Webserie Nachts in der Sachsenklinik, ein Spin-off der ARD-Serie In aller Freundschaft. 2019 folgte die zweite Staffel von Phoenixsee, auch hier war Gantenberg Autor aller sechs Folgen.
Von 2021 bis 2023 gehörte Gantenberg zum festen Team der Constantin Dokumentation / Constantin Entertainment und war dort als Storyteller und dramaturgischer Berater tätig.

## Privates
Gantenberg lebt mit seiner Frau in Soest. Seit 2024 ist Michael Gantenberg Schirmherr des ambulanten Kinder- und Jugendhospizdienstes in Soest.

## Erfolge und Auszeichnungen
- 1997: Unda Spezial-Preis bei der Goldenen Rose von Montreux für Nikola.
- 2000: Für die Comedyserie Ritas Welt, die ab 1999 im Programm von RTL ausgestrahlt wurde, erhielt Gantenberg neben seinen Co-Autoren Peter Freiberg und Thomas Koch (Die SchreibWaisen) sowie der Hauptdarstellerin Gaby Köster den Adolf-Grimme-Preis.
- 2000: Ebenfalls für Ritas Welt wurde das Autoren- und Produzententeam im gleichen Jahr mit dem Deutschen Fernsehpreis in der Kategorie „Beste Fernsehserie“ ausgezeichnet.
- 2003: Gantenberg entwickelte und schrieb mit den SchreibWaisen (Koch & Freiberg) die RTL-Fernsehserie Alles Atze, die mit dem Deutschen Comedypreis geehrt wurde.
- 2016: 37. Jupiter Award, Nominierung als „Autor & Creator, beste TV-Serie national“ für … und dann noch Paula
- 2019: 40. Jupiter Award, Nominierung als „Autor & Creator, beste TV-Serie national“ für Phoenixsee
- 2022: 43. Jupiter Award, Nominierung als „Autor & Creator, beste TV-Serie national“ für Saubere Sache

## Werke
- Neu-Erscheinung. Scherz Verlag, Frankfurt/M. 2009, ISBN 978-3-502-11057-6.
- Zwischen allen Wolken. Scherz Verlag, Frankfurt/M. 2010, ISBN 978-3-502-11063-7.
- Urlaub mit Esel. Scherz Verlag, Frankfurt/M. 2011, ISBN 978-3-502-11074-3.
- Jochen oder Die Nacht des Hasen, Knaus Verlag, München 2013, ISBN 978-3-8135-0542-9.
- Kalt geht der Wind, in Zusammenarbeit mit Oliver Welter, Fischer Taschenbuch, Frankfurt 2013, ISBN 978-3-596-18933-5.
- Lang sind die Schatten, in Zusammenarbeit mit Oliver Welter, Fischer Taschenbuch, Frankfurt 2014, ISBN 978-3-596-19802-3.

## Filmografie
- 1997–2004: Nikola (Fernsehserie, 20 Folgen)
- 1999: Ritas Welt (Fernsehserie, 7 Folgen)
- 2000: Alles Atze (Fernsehserie)
- 2008: U-900 (Kino)
- 2009: Mein Leben & Ich (Fernsehserie, 2 Folgen)
- 2009–2017: Unter Verdacht (Fernsehreihe, Drehbuch)
  - 2009: Tausend Augen
  - 2011: Persönliche Sicherheiten
  - 2011: Rückkehr
  - 2016: Betongold
  - 2017: Die Guten und die Bösen
- 2010: Danni Lowinski (Fernsehserie, 1 Folge)
- 2011: Kein Sex ist auch keine Lösung (Kino)
- 2011–2012: Heiter bis tödlich: Henker & Richter (Fernsehserie, 7 Folgen)
- 2012: Tatort: Alles hat seinen Preis (Fernsehreihe)
- 2013: Morden im Norden (Fernsehserie, 2 Folgen)
- 2013–2014: Herzensbrecher – Vater von vier Söhnen (Fernsehserie, 4 Folgen)
- 2015: … und dann noch Paula (Fernsehserie, 5 Folgen)
- 2016: Unser Traum von Kanada (Fernsehreihe, 2 Folgen)
  - Unser Traum von Kanada: Alles auf Anfang
  - Unser Traum von Kanada: Sowas wie Familie
- 2016: Drei Väter sind besser als keiner
- 2016: Polizeiruf 110: Endstation (Fernsehreihe)
- 2016–2019: Phoenixsee (Fernsehserie, 2 Staffeln, 12 Folgen)
- 2017: Magda macht das schon! (Fernsehserie, 1 Folge)
- 2017–2025: WaPo Bodensee (Fernsehserie, 21 Folgen)
- 2017–2018: Marie fängt Feuer (Fernsehreihe, 2 Folgen)
- 2017–2019: Der Alte (Fernsehserie, 3 Folgen)
- 2018: Die Heiland – Wir sind Anwalt (Fernsehserie, 1 Folge)
- 2020: Polizeiruf 110: Tod einer Toten
- 2021:  Anwälte des Bösen (Doku-Serie)
- 2021–2022: Saubere Sache (Webserie, 8 Folgen)
- 2022: Schickeria (Doku-Serie, 4 Folgen)
- 2022: 22. Juli – Schüsse auf München (Doku-Serie)
- 2023: Unsere wunderbaren Jahre (Serie, 2 Folgen)
- 2023: Der Anschlag – Angriff auf den BVB (dramaturgischer Berater)
- 2023: Mord oder Watt? (Fernsehreihe, Drehbuch, zusammen mit Lars Albaum)[6]
- 2023: Inside Greenpeace (Autor und Creative Consultant)
- 2024: Polizeiruf 110: Unsterblich (Drehbuch)
- 2024: Mord oder Watt?: Für immer Matjes (Fernsehreihe, Drehbuch)[7]
- 2025: Mord oder Watt?: Die wilde Hilde (Fernsehreihe, Drehbuch)
- 2025: Jenseits der Spree "Verlorene Engel" (Drehbuch)